# 臧懋中
臧懋中（1563年—1616年），字用甫，號靜涵，浙江湖州府長興縣人，明朝政治人物。

## 生平
萬曆十六年（1588年）戊子科應天鄉試第九十二名舉人，二十六年（1598年）戊戌科三甲第四十六名進士。都察院觀政，授金谿縣知縣，三十三年（1605年）調鹽城縣知縣，三十七年（1609年）升南京禮部主事，四十年（1612年）升郎中，四十二年（1614年）出為廣西按察司僉事，四十四年（1616年）卒。

## 家族
曾祖臧維；祖父臧應璧；伯父臧繼芳，河南按察司副使；父臧繼華，隆慶元年舉人。從兄臧懋循。妻沈氏（封宜人）。子臧煚如、臧照如。妹夫丁元薦。